# Коефіцієнт корисної дії
Коефіціє́нт кори́сної ді́ї (ККД) — відношення виконаної роботи до загальних енергетичних затрат на її виконання. Безрозмірна величина, яка вимірюється у відсотках. Є важливою характеристикою машин та двигунів.
При виконанні будь-якої корисної роботи, частина зусиль витрачається на подолання опору й втрачається, переходячи у тепло. Будь-яка
машина, будь-який пристрій із рухомими деталями повинні долати тертя. Проходження електричного струму через провідник теж супроводжується нагріванням провідника, при цьому втрачається частина корисної енергії.

## Коефіцієнт корисної дії теплових двигунів
Коефіцієнт корисної дії — у термодинаміці, величина для теплового двигуна, що характеризує частку теплової енергії перетворену у енергію механічну.
де {\displaystyle \Delta Q_{H}} — теплота передана системі від нагрівача,
{\displaystyle \Delta Q_{C}} — частина теплоти системи, віддана холодильнику, чисельник — корисна робота.
Другий закон термодинаміки стверджує, що теплота жодним чином не може бути перетворена у механічну роботу повністю, обмежуючи
таким чином величину коефіцієнту корисної дії.
Максимальний коефіцієнт корисної дії досягається в циклі Карно.